# Kampanija
Kampanija (v italijanskem izvirniku Campania [kampànja]) je ena od dvajsetih dežel, ki sestavljajo Italijo. Meji na severu z deželo Molize, na zahodu z deželo Lacij in s Tirenskim morjem, na jugu s Tirenskim morjem in na vzhodu z deželama Apulija in Bazilikata. Deli se na štiri pokrajine in eno metropolitansko mesto: Avellino (119 občin), Benevento (78 občin), Caserta (104 občine), Neapelj (92 občin) in Salerno (158 občin),.
Ob obali je več otokov, po večini vulkanskega izvora; glavni so Capri, Ischia, Vivara, Procida, Nisida.

## Zemljepisna lega in podnebje
Ozemlje Kampanije je gričevnato (51%) in gorato (35%). Samo severni del obale je ravninski (razen Vezuva in višavja Monti Lattani), na jugu se obala dvigne v planoto. Posebno ob glavnih rekah, Volturno in Sarno, je ravnina zelo rodovitna in gosto naseljena. Vzporedno z obalnim predelom, proti notranjosti polotoka, leži vzdolž vse dežele več gorskih skupin, ki sestavljajo jugozahodne Apenine. Med temi tečejo globoke in deroče reke, večina katerih se izliva v Tirensko morje.
Podnebje je v raznih predelih Kampanije zelo različno. Na obali je srednja letna temperatura okoli 16 °C, a v nekaterih gorskih predelih ne presega 8 °C. Padavin je obilo, predvsem na višjih legah.

## Zgodovina
Najstarejša pričanja o človekovem bivanju v deželi so arheološka najdišča na otoku Capri (zgodnji paleolitik), v Pestumu (srednji paleolitik) in na rtu Palinuro (pozni paleolitik). V zgodnji zgodovinski dobi je tod prebivalo pleme Sannitov in že v osmem stoletju pr. n. št. so se začeli po ravninah naseljevati Grki. V 6. stoletju pr. n. št. so zasedli severne kraje Etruščani, a kmalu so jih začeli napadati sami Samniti, ki so se spuščali iz hribov na rodovitnejša zemljišča. Prav za obrambo mesta Capue so se Etruščani leta 338 zavezali z Rimljani, kar je bil prvi korak do romanizacije vse dežele, čigar prebivalci so že leta 90 pr. n. št. dobili pravico do rimskega državljanstva. Po padcu Rimskega cesarstva je bila dežela pod Ostrogoti, Bizantinci in Langobardi, ki so se najdlje ustavili, čeprav se jim je ljudstvo upiralo. Omembe vredno je mesto Amalfi, ki se je sicer prvo opredelilo za Langobarde, a se je tudi kmalu otreslo njihove oblasti in ostalo samostojno za več kot dve stoletji. Normani so začeli osvajati te kraje okoli leta 1030, a Neapelj so zasedli šele leta 1139. Kot ostale dežele pod normansko oblastjo, je pozneje tudi Kampanija prešla pod Sicilsko kraljestvo, Neapeljsko kraljestvo in Kraljestvo obeh Sicilij, dokler se ni leta 1861 vključila v Kraljevino Italijo.

## Gospodarstvo
Zedinjenje z ostalo Italijo je prineslo Kampaniji, kakor vsej južni Italiji sploh, velike probleme. Ker je pa dežela naravno bogata, saj samo 5% njenega ozemlja ni primernih za obdelovanje, se je kmalu prilagodila novim razmeram, predvsem ekonomski konkurenci severnih pokrajin države. Z bonifikacijo nekaterih predelov (Vallo di Diano) in s pospešenim razvojem majhnih posesti se je že prej solidno kmetijstvo dobro obneslo. Glavni pridelki so žito, povrtnine (paradižnik, cvetača, artičoke, čebula), stročnice (fižol, grah, lùpina) in sadje (breskve, marelice, češnje, agrumi), a tudi krompir, konoplja in tobak. Živinoreja je prav tako dobro razvita. Manjša se število glav drobnice v prid goveda, predvsem bivolov.
V zadnjem stoletju se je močno razvila industrija, najprej plavž in železarna (Bagnoli pri Neaplju), nato vse ostale. Danes so najvažnejše farmacevtska, kemična in strojna industrija. Je pa še vedno najbolj aktivna živilska industrija, predvsem konzerviranje povrtnin, izdelovanje testenin ter pridobivanje olja in vina. Neapelj in Salerno sta med najaktivnejšimi italijanskimi pristanišči.
Posebno mesto zavzema turizem, ki je važen gospodarski dejavnik dežele. Poleg naravnih lepot nudi Kampanija več zgodovinsko zanimivih krajev. Upoštevati je treba tudi ponudbo domačih obrti, predvsem čipkarstva in izdelovanja porcelanastih predmetov (Capodimonte).

## Prebivalstvo
Po številu prebivalcev je Kampanija druga dežela v Italiji (za Lombardijo), a prva po gostoti prebivalstva. Vendar je gostota zaradi zemljepisne lege zelo različna od kraja do kraja. Pokrajina Benevento šteje samo 139 prebivalcev na km², pokrajina Caserta že 333, pokrajina Napoli pa kar 2632, kar je najvišja gostota prebivalstva v Italiji. Razen tega ima Kampanija še dva rekorda, najvišji indeks rojstev in, posledično, najnižjo starost prebivalcev. To sta tudi glavna vzroka brezposelnosti in izseljevanja.
Leta 1980 je 23. novembra zadel pokrajino hud potres devete stopnje Merkalijeve lestvice in sedme stopnje Richterjeve lestvice. Povzročil je smrt 2.914 oseb in ogromno gmotno škodo.